# Championnat de France de rugby à XIII de 2e division 2021-2022
Navigation
Édition précédente Édition suivante
Le Championnat de France de rugby à XIII d'Élite 2 2021-22 ou Élite 2 2021-2022 oppose pour la saison 2021-2022 les meilleures équipes françaises de rugby à XIII de seconde division au nombre d'onze, initialement du 1er octobre 2021 à juin 2022.

## Liste des équipes en compétition
| Baho Carpentras Entraigues Gratentour Ille-sur-Têt Lattes Lescure-Arthès Lyon-Villeurbanne Pia Salon-de-Provence Toulon Villefranche Villegailhenc |

### Équipes saison 2021-2022
| Club                     |
| ------------------------ |
| Baho                     |
| Carpentras               |
| Entraigues-sur-la-Sorgue |
| Gratentour               |
| Ille-sur-Têt             |
| Lattes-Montpellier       |
| Lescure-Arthes           |
| Lyon-Villeurbanne        |
| Pia                      |
| Salon-de-Provence        |
| Toulon                   |
| Villefranche-de-Rouergue |
| Villegailhenc-Aragon     |

### Classement de la première phase
| Rang | Club                      | J  | V  | N | D  | Bo | Bd | Pm  | Pe  | Diff | Pts |
| ---- | ------------------------- | -- | -- | - | -- | -- | -- | --- | --- | ---- | --- |
| 1    | XIII Baroudeur de Pia     | 18 | 18 | 0 | 0  | 0  | 0  | 833 | 266 | +567 | 54  |
| 2    | R.C. Baho                 | 18 | 13 | 0 | 5  | 0  | 0  | 625 | 326 | +299 | 43  |
| 3    | Villegailhenc-Aragon XIII | 18 | 13 | 0 | 5  | 0  | 0  | 638 | 342 | +296 | 42  |
| 4    | Ille XIII                 | 18 | 12 | 0 | 6  | 0  | 0  | 587 | 370 | +217 | 39  |
| 5    | U.S. Entraigues           | 18 | 10 | 0 | 8  | 0  | 0  | 520 | 472 | +48  | 34  |
| 6    | R.C. Lescure-Arthès       | 18 | 9  | 0 | 9  | 0  | 0  | 461 | 571 | -110 | 28  |
| 7    | Villefranche XIII Aveyron | 18 | 6  | 0 | 12 | 0  | 0  | 347 | 555 | -208 | 21  |
| 8    | R.C. Carpentras           | 18 | 5  | 0 | 13 | 0  | 0  | 403 | 623 | -220 | 20  |
| 9    | R.C. Salon                | 18 | 4  | 0 | 14 | 0  | 0  | 454 | 605 | -151 | 19  |
| 10   | Gratentour rugby XIII     | 18 | 0  | 0 | 18 | 0  | 0  | 218 | 958 | -740 | -2  |
| 11   | Sharks Lattes-Montpellier | 0  | 0  | 0 | 0  | 0  | 0  | 0   | 0   | 0    | 0   |
| 12   | Toulon XIII               | 0  | 0  | 0 | 0  | 0  | 0  | 0   | 0   | 0    | 0   |
| 13   | U.S. Lyon-Villeurbanne    | 0  | 0  | 0 | 0  | 0  | 0  | 0   | 0   | 0    | 0   |

|  | Qualifiés pour les demi-finales                      |
|  | Qualifiés pour les barrages d'accès aux demi-finales |

Attribution des points : victoire : 3, défaite par 12 points d'écart ou moins : 1 (point bonus), défaite par plus de 12 points d'écart : 0.
En cas d'égalité du nombre de points de classement, c'est la différence de points générale.

### Phase finale
|  | Barrages                    | Barrages          |                           |                | Demi-finales   | Demi-finales   |  |  | Finale          | Finale          |
|  | Barrages                    | Barrages          |                           |                | Demi-finales   | Demi-finales   |  |  | Finale          | Finale          |
|  |                             |                   |                           |                |                |                |  |  |                 |                 |
|  | Le 14 mai 2022              | Le 14 mai 2022    |                           |                | Le 28 mai 2022 | Le 28 mai 2022 |  |  | Le 12 juin 2022 | Le 12 juin 2022 |
|  | Le 14 mai 2022              | Le 14 mai 2022    |                           |                | Le 28 mai 2022 | Le 28 mai 2022 |  |  | Le 12 juin 2022 | Le 12 juin 2022 |
|  | Le 14 mai 2022              | Le 14 mai 2022    | RC Baho                   | 44             |                |                |  |  | Le 12 juin 2022 | Le 12 juin 2022 |
|  | Villegailhenc-Aragon XIII   | 49                | RC Baho                   | 44             |                |                |  |  | Le 12 juin 2022 | Le 12 juin 2022 |
|  | Villegailhenc-Aragon XIII   | 49                | Villegailhenc-Aragon XIII | 30             |                |                |  |  | Le 12 juin 2022 | Le 12 juin 2022 |
|  | RC Lescure-Arthès           | 12                | Villegailhenc-Aragon XIII | 30             |                |                |  |  | Le 12 juin 2022 | Le 12 juin 2022 |
|  | RC Lescure-Arthès           | 12                | Le 29 mai 2022            | Le 29 mai 2022 | Pia XIII       | 15 (a.p.)      |  |  |                 |                 |
|  | Le 15 mai 2022              |                   | Le 29 mai 2022            | Le 29 mai 2022 | Pia XIII       | 15 (a.p.)      |  |  |                 |                 |
|  |                             | RC Baho           | Le 29 mai 2022            | Le 29 mai 2022 | 14             |                |  |  |                 |                 |
|  | Ille-sur-Têt XIII           | RC Baho           | Le 29 mai 2022            | Le 29 mai 2022 | 14             | 34             |  |  |                 |                 |
|  | Ille-sur-Têt XIII           | Ille-sur-Têt XIII | 33                        |                |                | 34             |  |  |                 |                 |
|  | US Entraigues-sur-la-Sorgue | Ille-sur-Têt XIII | 33                        | 16             |                |                |  |  |                 |                 |
|  | US Entraigues-sur-la-Sorgue | Pia XIII          | 34                        | 16             |                |                |  |  |                 |                 |
|  |                             | Pia XIII          | 34                        |                |                |                |  |  |                 |                 |

### Finale
(mt : 12 - 6; 14 - 0)
Points marqués :
Évolution du score : 
Arbitre : 
Spectateurs : 3 000

## Médias
Certaines rencontres sont commentées en direct sur radio Marseillette. Selon leur pratique, les publications britanniques Rugby League World (mensuel) et Rugby Leaguer&League Express (hebdomadaire) couvrent également le championnat. Les journaux régionaux L'Indépendant et la Dépêche du Midi suivent également la compétition :  le fait qu'ils soient bien souvent compris dans les offres d'abonnement « presse  » des fournisseurs d'accès d'internet ou des opérateurs mobiles (kiosque sur smartphone, par exemple Cafeyn) leur donnant la possibilité d'être lus au-delà de leurs régions d'origine. Le magazine australien Rugby League Review devrait aussi suivre le championnat, au minimum en donnant les résultats. 
Midi Libre devrait, selon son habitude, seulement indiquer les résultats du championnat chaque lundi, de même que Midi Olympique.
Le site internet Treize Mondial devrait quant à lui suivre en détail ce championnat.